# Monique Kuntz
Pour les articles homonymes, voir Kuntz.
Monique Kuntz (née à Nîmes, le 19 juin 1929 et morte dans la même ville le 6 septembre 2016) est une bibliothécaire et historienne locale française.

## Biographie
Fille d'une directrice d'école, d'origine alsacienne, Monique Kuntz naît le 19 juin 1929 à Nîmes, où elle grandit rue Porte-de-France, en face du lycée de garçons. Elle obtient un diplôme de bibliothécaire à l'Institut catholique de Paris.
Elle fait ses débuts à la bibliothèque municipale de Pau, où elle réalise, avec l'aide d'Aimé Bonifas, une exposition remarquée sur la Résistance et la déportation. Mutée à Vichy en 1966, elle y découvre le fonds consacré à Valery Larbaud (10 000 volumes), auquel elle consacre dès lors ses recherches,. Éditrice des Cahiers Valery Larbaud, elle crée l'Association internationale des amis de Larbaud et le prix portant son nom, et organise des expositions qui ont un rayonnement européen. Elle s'attache par ailleurs à mettre en valeur d'autres auteurs bourbonnais, comme Charles-Louis Philippe ou Louis Marcoussis.
Directrice de la médiathèque Valery-Larbaud de 1966 à 1993, elle est aussi présidente[Quand ?] du centre régional des lettres d'Auvergne.
Elle intègre en 1981 l'Académie du Vernet, qu'elle préside de 1990 à 1998.
Elle quitte Vichy en 1993, puis prend sa retraite en 1999 et se retire dans sa ville natale. En 2002, elle est élue à l'Académie de Nîmes au fauteuil laissé vacant par la démission de Janine Reinaud. Elle préside aussi un temps les Bibliophiles de Nîmes et du Gard.
Elle meurt le 6 septembre 2016 à Nîmes et est inhumée dans le cimetière protestant de la ville. En 2017, une exposition intitulée Le Peintre et la bibliothécaire : Pierre Lafoucrière et Monique Kuntz, une amitié féconde lui rend hommage à la médiathèque Larbaud.

## Ouvrages
- Valery Larbaud (1881-1957), catalogue établi par Monique Kuntz, 1978.
- Dir. avec Yves-Alain Favre (de), Larbaud, Suarès, Paris, Aux amateurs de livres, 1987. (BNF 34965191)
- Avec Georges Frélastre, Hommes et femmes célèbres de l'Allier, Paris, Bonneton, 1995.  (ISBN 2-86253-189-8)

## Distinctions
- Prix Berthet 1983 de l'Académie des beaux-arts[3].
- Officier des Palmes académiques[7] (chevalier du 28 janvier 1971).
- Chevalier des Arts et des Lettres[7].
- Chevalier de la Légion d'honneur[8] (1999).

### Sources
- Yvon Pradel, « Discours de bienvenue », le site de l'Académie de Nîmes, 4 octobre 2002.
- Jean-Claude Fournier, « Monique Kuntz (1929-2016) : une vie consacrée à Valery Larbaud et à son œuvre », le blogue Vu du Bourbonnais, 22 août 2016.
- Nicolas Cadène, « Remerciements et éloge de son prédécesseur », le site de l'Académie de Nîmes, 14 juin 2019.
- Patrick Cabanel et André Encrevé (dir.), Dictionnaire biographique des protestants français de 1787 à nos jours (H-L), t. III, Paris-Max Chaleil, 2022  (ISBN 978-2-84621-333-2), p. 532. (Notice rédigée par Pierre-Yves Kirschleger).